# Mercadotecnia 360°
Mercadotecnia 360º, también llamada mercadotecnia holística o mercadotecnia ubicua, es una orientación de la mercadotecnia 
que consiste en la integración de todos los medios que están al alcance del target (grupo o segmento de mercado objetivo para los intereses comerciales de la compañía) para una misma campaña. Al hablar de medios, nos referimos a que el cliente es accesible y/o accede a la empresa a través de distintos canales de venta y comunicación bidireccional; ej.: el cliente puede ser contactado por teléfono, SMS, correo electrónico; y a su vez el cliente puede contactar a la empresa a través de similares medios y otros no tan convencionales pero que van adquiriendo popularidad como las redes sociales, internet, etc.
Está basado en la teoría que, desarrollando una estrategia de fragmentación de medios (realizando una campaña global con diferentes formatos dependiendo el tipo de medio) combinada con una estratificación de potenciales consumidores del producto/marca, se logra un éxito en la emisión/recepción del mensaje/anuncio/campaña, con mejores resultados y mayor efectividad comercial.

## Origen
El origen de este tipo de marketing se dio en la primera década del siglo XXI y hoy en día se ha consolidado plenamente. De hecho, cada vez se usa más este tipo de marketing en muchos ámbitos.
El término "Marketing Holistico" fue acuñado por el especialista en mercadeo, Philip Kotler. Este tipo de mercadeo se originó como una respuesta fundamental a los cambios que constantemente afectan al medio del mercadeo es decir, demografía, globalización, mayor penetración del internet, etc.
Philip Kotler menciona que el marketing holístico reconoce que "todo importa" dentro del mercadeo que y es necesaria una amplia e integrada perspectiva para obtener los mejores resultados del marketing.

## Funcionamiento
El marketing 360 grados es una ambiciosa estrategia global de comunicación dirigida a los clientes o consumidores que consiste en trabajar en círculo.
La idea es envolver y captar al cliente con e-publicidad o e-advertising en forma circular; para tal fin se utilizan anuncios en la prensa, la radio, la televisión como si fuera la publicidad tradicional y al mismo tiempo se ponen en marcha enlaces en la web, correo electrónico personalizados y anuncios en las populares redes sociales. Se trata de vender un producto o servicio en varios medios para lograr captar la atención del cliente en todo momento. 
El objetivo del marketing 360 es llegar a través de todos los medios posibles al público objetivo deseado. Por ello en este tipo de estrategia hay que tener un target bien definido,  de tal manera que todos los esfuerzos que se lleven a cabo en los diversos medios tengan la exposición deseada.
Los clientes o consumidores de nuestra era son más exigentes, cuentan con mucha más información a hora de tomar la decisión de compra. Por todo ello, de manera que en muchos casos necesitan lo que aún no tiene, y cuando lo tiene casi que ya no lo necesitan pues ya han pasado a otra instancia de un nuevo deseo. Este público requiere una nueva forma de publicitar un producto.

## Características de una campaña de marketing 360°
De este modo, una campaña 360°  es aquella que se lanza a través de los distintos medios a los que se expone su público objetivo. Tal y como indica su nombre, se trata de envolver al consumidor (360 grados) para que le llegue el mensaje de una manera eficaz, sin saturarle, y alcanzar los retos planteados.
Las campañas 360° usan de forma simultánea espacios como la radio, la televisión o la prensa gráfica, pero también utilizan otras herramientas como la cartelería exterior o en los puntos de venta y, como no, las nuevas tecnologías: correo electrónico marketing, webs específicas, Landing pages y Redes Sociales.
Por lo tanto, con el fin de que una campaña 360° funcione es preciso definir a conciencia el público objetivo, planificar una estrategia óptima y crear unos anuncios que, bien compartan un mismo mensaje, sean originales y diferenciados para cada formato. No hay peor que aburrir al target; hay que captar su atención en todo momento. Lo más recomendable al llevara a cabo una campaña 360 es crear una campaña donde todas las piezas publicitarias involucradas lleguen a conectarse unas con otras, sin llegar a copiarse ni repetirse.
Además, las campañas suelen tener un alto impacto y suelen cumplir sus objetivos, aunque sean más caras que otras. Si bien hay que tener cuidado en fracasar por un uso equivocado de la estrategia mediática causado al tratar a los consumidores como una masa enajenada. 
Por último, la estrategia de marketing 360° es el conjunto global de acciones que permite posicionar a una empresa de la mejor manera posible en el imaginario colectivo, beneficiándose así de las vías de comunicación y publicidad que existen (medios, webs, blogs, plataformas sociales) con un fin: el de convertir al usuario en un creyente de una marca y, en último término, conseguir la venta de un servicio / producto. Y todo ello siendo sutiles e inteligentes. No se puede abrumar al cliente o tratarle como si formara parte una masa sin sentido. El marketing 360 debe olvidar estos errores típicos de otras campañas publicitarias.
Marcas como Coca Cola o Dunkin‘ Donuts son algunos ejemplos de marketing 360, Dunkin‘ Donuts utilizado dispensadores con olor a café que atraían a clientes a sus tiendas, lo cual consiguió más de un 15% de conversión y Coca Cola personalizó las bebidas con distintos nombres, adaptándose al país donde las distribuye.

## Imaginamos y SC JOHNSON
En el caso de SC Johnson significó la combinación de ATL y BTL para potencializar los resultados. El equipo de Imaginamos trabajó la estrategia desde sus cimientos, se realizó la validación del producto, investigación de mercado, creación del producto (sitios web), diseño, posicionamiento de marca, creación de comunidad (a través de la Fanpage de Facebook)y manejo de redes sociales. Además, Imaginamos proveyó el soporte y gestión de los sitios web, lo que permitió un flujo de trabajo más ágil al ser capaces de solucionar inconvenientes sobre la marcha y en tiempos mínimos.
La construcción del sitio web así como la creación de una comunidad en redes sociales atacó el primer objetivo:dar a conocer la familia Johnson. Esto permitió dar a conocer a SC Johnson como el “padre” de todas las marcas que son familiares para las personas.